# Fernando Miguel Kaufmann
Fernando Miguel Kaufmann (Venâncio Aires, 2 febbraio 1985) è un calciatore brasiliano, portiere del Ceará.

## Palmarès

### Club

#### Competizioni statali
- Copa FGF: 1

Juventude: 2012
- Campionato Baiano: 2

Vitória: 2016, 2017
- Taça Guanabara: 1

Vasco: 2019
- Campionato Cearense: 4

Fortaleza: 2022, 2023
Ceará: 2024, 2025

#### Competizioni regionali
- Copa do Nordeste: 1

Fortaleza: 2022